# 龟甲贝
龟甲贝（学名：Chelycypraea testudinaria），是中腹足目宝螺科Chelycypraea属的一种。主要分布于中国大陆，常栖息在低潮线下。